# 红沙梁镇
红沙梁镇，是中华人民共和国甘肃省武威市民勤县下辖的一个乡镇级行政单位。
2015年，甘肃省民政厅批复同意撤销红沙梁乡，设立红沙梁镇。

## 行政区划
红沙梁镇下辖以下地区：
刘家地村、高来旺村、上王化村、孙指挥村、化音村、建设村、复指挥村、义地村、花寨村、小东村、新沟村和上沟村。